# Ozone (álbum de Eiko Shimamiya)
Ozone es el tercer EP de la cantante japonesa de I've Sound, Eiko Shimamiya. Se trata del primer extended play de la cantante que es íntegramente producido por I've Sound, agrupación que hasta entonces, había compuesto tres canciones en total en las dos publicaciones anteriores de Eiko Shimamiya. El disco fue publicado exclusivamente en el Comiket de Tokio el día 28 de diciembre del 2003.
La mayor parte de las canciones de este álbum figurarían más tarde en el tracklist de los siguientes álbumes de la cantante publicados con Geneon Entertainment.

## Canciones
1. Ozone
Letra: Eiko Shimamiya
Composición y arreglos: Eiko Shimamiya y Kazuya Takase
2. Ginga no ko
Letra: Eiko Shimamiya
Composición y arreglos: CG Mix
3. Junyoon no tsuki
Letra: Eiko Shimamiya
Composición y arreglos: Eiko Shimamiya Y Kazuya Takase
4. Ai no uta
Letra: Eiko Shimamiya
Composición y arreglos: Eiko Shimamiya y CG Mix
5. Uchuu no hana
Letra: Eiko Shimamiya
Composición: Seichi Kyoda
Arreglos: Jia peng fang

- Datos: Q7116626